# Medlow Bath
Medlow Bath – miasto w Australii, w stanie Nowa Południowa Walia.